# Karolina Kózka
Karolina Kózka (geboren 2. August 1898 in Wał-Ruda, Gmina Radłów, Kleinpolen in Österreich-Ungarn; gestorben 18. November 1914 ebenda) war ein junges polnisches Mädchen, das nach einer versuchten Vergewaltigung ermordet wurde. In ihrem Heimatort war sie für ihren starken Glauben und ihre Frömmigkeit bekannt. Da sie das Reinheitsmartyrium erlitt, wird sie oft auch als „polnische Maria Goretti“ bezeichnet. In der katholischen Kirche wird sie als Selige verehrt; ihr nicht gebotener Gedenktag ist ihr Todestag, der 18. November.

## Leben

### Kindheit und Jugend
Karolina Kózka war das vierte von elf Kindern der Landwirte Jan Kózka und Maria Borzęcka. Sie wurde am 7. August in der Pfarrkirche St. Johannes der Täufer in Radłów getauft. Ihre Eltern besaßen ein kleines Stück Land und arbeiteten auch auf dem nahe gelegenen Gutshof. Von 1906 bis 1912 besuchte sie die örtliche Volksschule, die sie mit ausgezeichneten Noten abschloss. Später, nach Abschluss der Schule, besuchte sie noch dreimal pro Woche den so genannten Ergänzungsunterricht.
Die frommen Eltern besuchten mit ihren Kindern nicht nur die Sonntags- oder Feiertagsmessen, sondern oft auch die Werktagsmessen. Oft versammelte Karolina die Nachbarn und Verwandte und lud sie zum gemeinsamen Bibellesen unter einem Birnbaum in der Nähe ihres Hauses ein. Sie half auch beim Unterrichten des Katechismus für die Kinder der Gemeinde. Sie liebte es, den Rosenkranz zu beten, der ihre Mutter ihr geschenkt hatte. Sie hielt ihre ganze Familie dazu an, ihren Glauben in den Traditionen und Bräuchen des Kirchenjahres zu leben. Einige Dorfbewohner bezeichneten das Haus der Kózkas als „kleine Kirche“.
Ihr Onkel Franciszek Borzęcki hatte großen Einfluss auf Karolinas Leben, unter anderem durch die katholische Literatur, die er seiner Nichte aus seiner kleinen Bibliothek auslieh. Außerdem regte er in ihr Liebe zu weiteren Frömmigkeitsformen an: Maiandacht, Rosenkranz und Herz-Jesu-Verehrung. Karolina feierte 1907 ihre Erstkommunion und empfing am 1914 das Sakrament der Firmung.

### Verschleppung und Ermordung
Mit dem Ausbruch des Ersten Weltkriegs im Jahr 1914 begannen russische Truppen mit der Besetzung polnischer Städte unter österreichischer Herrschaft und drangen Mitte November in Wał-Ruda ein. Die Spannungen wuchsen, als Geschichten über plündernde und vergewaltigende Soldaten die Runde machten, was die Angst in der Gegend noch verstärkte.
Am 18. November 1914 gegen 9.00 Uhr morgens kam ein bewaffneter russischer Soldat zum Haus und stellte Fragen über die österreichischen Streitkräfte, bevor er Jan Kózka und seine Tochter Karolina aufforderte, ihn zum kommandierenden Offizier zu begleiten. Als die beiden und der Soldat den Waldrand erreichten, befahl der Soldat dem Vater, nach Hause zu gehen, was dieser widerwillig tat und seine Tochter bei dem Russen zurückließ. Zwei polnische Männer, Franciszek Zaleśny und Franciszek Broda, befanden sich in der Nähe und wurden hinter einem Gebüsch Zeuge des Angriffs des Soldaten auf Karolina Kózka. Nach ihren Angaben versuchte der Soldat, sich ihr aufzudrängen, aber sie wehrte sich und vereitelte den Vergewaltigungsversuch. Daraufhin kehrten die Zeugen ins Dorf zurück und benachrichtigten unter anderem ihren Vater. Die Dorfbewohner machten sich erfolglos auf die Suche nach Karolina. Ihre Leiche wurde erst am 4. Dezember 1914 gefunden. Die Spuren deuteten darauf hin, dass sie mehrfach mit einer scharfen Waffe verletzt wurde, sich von ihrem Angreifer losriss und in Richtung Dorf floh. Wegen einer durchtrennten Halsschlagader brach sie zusammen und verblutete. Laut Rozalia Łazarz, einer Hebamme, die bei der Autopsie anwesend war, soll Karolina als Jungfrau gestorben sein.
Am 6. Dezember 1914 wurde Karolina unter Beteiligung von etwa 3000 Menschen zunächst auf dem Gemeindefriedhof von Zabawa beigesetzt.

## Verehrung
Am 18. November 1917 wurden ihre sterblichen Überreste mit Genehmigung der kirchlichen Behörden und unter Mitwirkung von Bischof Leon Wałęga exhumiert, in einen Metallsarg gelegt und anschließend feierlich in einer neuen Gruft auf dem Kirchenfriedhof beigesetzt. Am 6. Oktober 1981 wurden ihre sterblichen Überreste im Beisein des Bischofs von Tarnów, Jerzy Ablewicz, in einen Sarkophag in der Vorhalle der Kirche umgebettet und am 18. März 1987 unter dem Altar der Dreifaltigkeitskirche in Zabawa beigesetzt.
Die Stelle, an der sie starb, ist mit einem Kreuz gekennzeichnet. Am 18. Juni 1916 wurde ihr zu Ehren ein Denkmal an der Kirche von Zabawa errichtet.

## Seligsprechung
In der Diözese Tarnów wurde am 11. Februar 1965 ein Informationsprozess eröffnet, der 1967 abgeschlossen wurde, bevor alle Dokumente zur weiteren Prüfung nach Rom geschickt wurden. Ihre Schriften wurden am 10. September 1977 theologisch approbiert. Am 4. März 1981 wurde sie zur „Ehrwürdigen Dienerin Gottes“ erklärt.
Am 30. Juni 1986 erhielt ihre Seligsprechung die päpstliche Zustimmung, nachdem Papst Johannes Paul II. bestätigt hatte, dass Kózka „in defensum castitatis“ – zur Verteidigung ihrer Jungfräulichkeit – getötet wurde. Am 10. Juni 1987 wurde sie beim Papstbesuch in Polen in Tarnów von Johannes Paul II. seliggesprochen. Ihre beiden Schwestern Katharina und Maria, die letzten zu der Zeit noch lebenden Geschwister von Karolina, nahmen an der Zeremonie teil.